# Federico Carlos Gravina

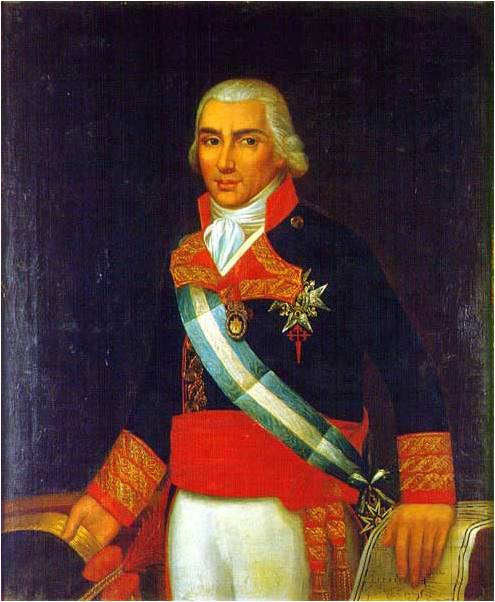
Federico Gravina

Federico Carlos Gravina y Nápoli (* 12. September 1756 in Palermo, Königreich Sizilien; † 9. März 1806 in Cádiz, Spanien) war ein spanischer Admiral während der Koalitionskriege.

## Leben
Er wurde 1756 (nach anderen Angaben bereits 1747) als Sohn von Don Giovanni Gravina e Moncada, Principe di Montevago, Duca di San Miguel und der Doña Leonora Napoli e Monteaporto, Tochter des Principe di Resuttano geboren.
Seine Familie stammte aus altem Adel Siziliens, das damals in Personalunion mit dem Königreich Neapel war und von einer Sekundogenitur der spanischen Bourbonen-Dynastie regiert wurde. Als Sohn eines der Granden von Spanien standen ihm beim Militär alle Türen offen, zudem galt der spätere Fürst von Gravina zu seinen Lebzeiten als natürlicher Sohn des Königs Karl III. (und somit als Halbbruder der späteren Könige Karl IV. von Spanien und Ferdinand I. von Neapel). Als Karl, der zunächst König von Neapel gewesen war, 1759 König von Spanien wurde, ging Gravina mit ihm nach Spanien.
Mithilfe seines Onkels, des neapolitanischen Botschafters in Spanien, trat er 1768 im Alter von 12 Jahren als Marinejunker in die spanische Marine ein. Er bestand 1775 die Prüfungen in Mathematik, Geographie, Kosmographie und Fremdsprachen und wurde im Departement Cádiz als Fähnrich ausgemustert und am 2. März 1776 zum Fregattenleutnant befördert. An Bord der Fregatte Clara nahm er 1776/1777 am spanisch-portugiesischen Seekrieg an der Küste Brasiliens teil. Im Laufe dieses Krieges führte er sein erstes Kommando bei der Übergabe der Burg Ascensión, nahe der Insel Santa Catalina. In den Jahren 1779 und 1782 nahm Gravina an erfolglosen Belagerungen von Gibraltar teil, auch beim Versuch der Rückeroberung der Insel Menorca war er involviert. An Bord des Linienschiffes Santisima Trinidad (130 Kanonen) kämpfte er 1782 in der Seeschlacht am Kap Spartel gegen die Engländer unter Lord Howe. 1783 übernahm er den Befehl über die Fregatte Juno und nahm an mehreren Strafexpeditionen gegen algerische Piraten teil. Er zeichnete sich 1784/85 bei der Unternehmung gegen Algier, unter Antoni Barceló, aus und deckte dann mit zwei Fregatten die Küste Spaniens gegen die Anfälle der Barbareskenstaaten.
1793 befehligte er eine Division der Flotte unter Admiral Langara und nahm als Verbündeter der Engländer unter dem Oberbefehl von Admiral Hood die Expedition gegen Toulon mit. Während dieser Zeit besuchte er auch Portsmouth, um britische Seetaktik zu studieren. Nach seiner Rückkehr nach Spanien wurde er zum Befehlshaber einer Flotte von vier Schiffen ernannt, als Flaggschiff diente ihm die San Hermenegildo (112 Kanonen). Er rettete 1794 das Schloss Rosas, das von den Franzosen angegriffen wurde, und wurde dafür zum Contreadmiral ernannt. Ab Dezember 1795 fiel er für längere Zeit in Ungnade und wurde inhaftiert, bis er 1802 den Oberbefehl über die spanische Flotte erhielt, die mit den Franzosen zur Rückeroberung von Santo Domingo absegelte.
Im Jahr 1804 fungierte er als spanischer Gesandter in Paris. Diese Position hatte er jedoch nur unter Bedingung angetreten, dass er bei einem neuerlichen Kriegsausbruch sofort zum Militär zurückkehren dürfe. Während seiner Zeit in Paris nahm er an Napoleons Kaiserkrönung teil und knüpfte enge Beziehungen zum französischen Marineminister Denis Decrès. Gravina spielte eine wichtige Rolle bei den Verhandlungen zum französisch-spanischen Beistandspakt, der Spaniens Marine an Napoleon auslieferte. Für seine Dienste ernannte ihn König Karl IV. zum Oberbefehlshaber der spanischen Marine. Gravina kehrte nach Cádiz zurück und hisste im Februar 1805 seine Flagge auf der Argonauta (80 Kanonen). Im Juli 1805 kommandierte er eine Eskadre, die mit der französischen Flotte unter Admiral Villeneuve nach Martinique abging und bei der Rückfahrt von einer britischen Flotte unter Sir Robert Calder am 22. Juli 1805 vor Kap Finisterre abgefangen wurde, wo Gravina zwei seiner Schiffe verlor.
Am 20. Oktober 1805 führte er unter dem Oberbefehl von Admiral Villeneuve die spanische Flotte in der Schlacht von Trafalgar gegen Admiral Nelson.
Auf seinem Flaggschiff Principe de Asturias (112 Kanonen) wurde er von drei britischen Schiffen gleichzeitig angegriffen. Sein linker Arm wurde zerschmettert, es gelang ihm, etwa zehn Schiffe aus dem englischen Ring zu sammeln und sich nach Cádiz zurückzuziehen. Im November 1805 wurde er zum Admiral der Flotte ernannt. Gravina verstarb im März 1806 an den Folgen der bei Trafalgar erlittenen Verletzungen, er wurde auf dem Panteón de Marinos Ilustres in Cádiz begraben.
Der französische Admiral und Marinehistoriker Jurien de la Graviére lobte Gravina später als eifrigen, treuen und unerschrockenen Offizier von einfachem Wesen und ritterlichem Charakter.
Jacinto Caamaño benannte 1792 eine Insel im Alexanderarchipel nach Gravina.